# GPS III
GPS III（旧称“GPS IIIA”）是由洛克希德·马丁公司负责设计、制造的首批第三代全球定位系统（GPS）导航卫星，共由10颗卫星组成。第一颗GPS III卫星原定于2014年发射，但实际的发射时间因故推迟至了2018年12月23日，最后一颗GPS III卫星则计划于2023年的第二季度发射升空。
GPS III是GPS现代化建设的一部分。相较于先前的GPS卫星系列，GPS III上增设了L1C码作为第四民用测距码，其导航信号的设计精度提高了三倍，设计抗干扰能力提高了八倍，可靠性和完备性也均有所提升。GPS III卫星的设计使用寿命为15年，较先前最新的GPS卫星提升了约25%。此外，GPS III使用的L1C导航信号还能与伽利略定位系統的E1信号及北斗卫星导航系统的B1C导航信号相兼容，这使得GPS III成为了首批能与其他全球卫星导航系统的信号相兼容的GPS导航卫星。

## 背景
包括GPS III在内，全球定位系统共有七批导航卫星。第一批导航卫星GPS I作为试验卫星，在GPS系统建设的初期，以论证GPS建设方案的可行性，对GPS系统进行试验、改进等为目的进行运作。第二批导航卫星GPS II则是首批投入实际运行的GPS工作卫星，其与后一批导航卫星GPS IIA组成了最初的GPS卫星星座。1995年7月17日 ，由GPS II与GPS IIA组成的GPS卫星星座具备了完全运行能力。此时的GPS导航卫星上仅设有L1和L2两种载波，且仅有C/A码一类民用测距码。自1997年起，美国空军陆续发射GPS IIR卫星以补充已有的GPS卫星星座，其功能于前两批GPS导航卫星类似，但性能有所改善且成本更低。
在具备完全运行能力之后，随着GPS在军事、民用、商业和科学等领域的应用愈加广泛，再加受到GLONASS等其他卫星导航系统的挑战，解除GPS的民用限制、对GPS实施现代化的需求越发迫切。1996－2000年间，时任美国副总统阿尔·戈尔于发表多份公告，宣布开启GPS现代化的进程，具体的内容包括增设新的频段上和新的民用导航信号、改善信号结构、废除选择可用性（英語：Selective Availability，缩写：SA）政策、发射新型号的GPS卫星并建设新的地面测控系统等等，以获得更高的定位精度与授时精度、提升GPS系统的完整性。现代化进程开启之后的新一批导航卫星GPS IIR-M在2005－2009年间陆续升空，卫星上增设有第二民用测距码L2C码和军用码M码。2010－2016年间，增设了L5载波和第三民用测距码L5C码的GPS IIF卫星亦陆续投入运行。

## 研发

### 太空部分
2000年，美国国会正式批准了GPS III项目，随后美国空军GPS 项目办公室开始就该项目的需求和架构等方面开展设计，波音公司、洛克希德·马丁公司和光谱航天公司则作为承包商参与到该研发项目的竞标之中。当时的GPS III预计分为三个阶段实现：8颗GPS IIIA卫星、8颗GPS IIIB卫星及16颗GPS IIIC卫星，共32颗卫星。2008年5月，洛克希德·马丁公司击败了其他竞争对手，获得了总价值高达35.68亿美元的合约以制造GPS IIIA卫星。该合约共分为六期，每期合同包括2颗卫星的研制工作。其中，首期合同的价值约为14.64亿美元，合同涉及的两颗卫星预计于2014年开始发射。2012－2016年间，美国空军与洛克希德·马丁公司又陆续签订了剩余的四期研制合约。2017年末，美国空军将原GPS III的建设计划调整为GPS III和GPS IIIF两个阶段，其中GPS III由先前合约中的10颗卫星组成，GPS IIIF由剩余的22颗卫星组成。2018年9月，洛克希德·马丁公司签订了GPS IIIF的研制合约，总价值约72亿美元。

### 地面部分
新一代GPS运行控制系统（英語：Operational Control System，缩写：OCX）是与GPS III空间部分的建设并行的建设计划，旨在取代原有的GPS运行控制段（英語：Operational Control Segment，缩写：OCS），为GPS的现代化功能，如L1C和M码等新导航信号的使用提供支持。OCX由主控站、监测站、地面控制站、信号模拟器等部分组成，并分为OCX Block 0、OCX Block 1和OCX Block 2三个阶段实现。2007年，诺斯罗普·格鲁曼公司与雷神公司就OCX的运营合同展开竞争，最终雷神公司在2010年2月获得了OCX Block 1与OCX Block 2的研发合同，总价值8.86亿美元，而后OCX Block 0亦被添加到了该合同的修正案中。
最初，OCX Block 0与OCX Block 1分别预期在2014年和2016年交付使用，但在项目的研发过程中出现了严重的经费超支问题，使项目进度一再拖延。2016年6月，美国空军正式告知美国国会，OCX项目的预期成本超过42.5亿美元，相较于在2012年预估的34亿美元超出了25%，原因包括“项目启动时的系统工程建设不充分”“OCX对网络安全提出的要求过于复杂”等等。2016年10月，美国国防部这一该项目进行了重新认证，保证在其严重违约之后仍可继续推进。
据美国政府问责署于2016年11月的报告，OCX Block 1是GPS III项目延期的主要原因。2017年3月，雷神公司决定调整OCX Block 1的交付时间，使其在OCX Block 2建设完成后一同交付。而在2017年7月，雷神公司将OCX的交付时间再次延后至2022年4月。
OCX Block 0已于2017年11月交与美国空军，并在2018年4月和5月分别通过了两次网络安全测试。同年6月，美国空间对该系统进行了第三次GPS III综合发射演练。2018年9月，OCX Block 1完成了最后一次关键设计评审，其软件部分的开发也计划于2019年的第二季度完成。但OCX Block 1的软件部分在完成之后，还需接受为期2.5年的系统测试。OCX Block 1和OCX Block 2预计于2021年交付，届时可提供OCX的全部功能。

## 结构
GPS III卫星长97英寸，宽70英寸，高134英寸，分别约合2.5米、1.8米和3.4米，其搭载的卫星平台是由洛克希德·马丁公司的臭鼬工厂生产线生产的洛克希德 A2100，平台为卫星提供通信、广播等方面的服务，并装配有姿态控制系统、供配电系统、热控系统、测控系统、推进系统与机械系统。原Orbit ATK公司（现为诺斯罗普·格鲁曼公司创新系统分部）为GPS III提供了推进剂和增压贮箱。此外，每颗GPS III卫星还装配有由诺斯罗普·格鲁曼公司航宇系统分部制造的8条JIB可展天线，可用于组成射频天线阵列。卫星的总体结构由导航有效载荷、网络通信元件、载荷承载元件、天线、卫星平台等多部分组成。

### 导航有效载荷
GPS III卫星的导航有效载荷（英語：Navigation Payload Element，缩写：NPE）包含有任务数据单元（英語：Mission Data Unit，缩写：MDU）、载波发射器、原子频率基准（英語：Atomic Frequency Standards，缩写：AFSs）、信号组合器以及信号滤波器等部分。MDU整合了波形发生器的功能，另外还可传送存储在星上的卫星星历、生成导航电文。三台铷原子钟为卫星钟和导航信号提供频率基准。除此之外，星上还为一些新型的或实验性质的频率基准留有第四槽位，如氢-微波激射器（英語：Microwave Amlification by Stimulated Emission of Radiation，缩写：MASER）等。

### 网络通信元件和载荷承载元件
网络通信元件（英語：Network Communications Element，缩写：NCE）为导航卫星提供通信能力，其由应答器子系统、通信单元以及S波段通信盒构成。载荷承载元件（英語：Hosted Payload Element，缩写：HPE）则用于承载设备。

### 天线系统
GPS III卫星有三类天线：用于全球广播的L波段天线面板、S波段的通信天线，以及特高频通信天线。

### 卫星平台及其子系统

#### 姿态控制系统
姿态控制系统（英語：Attitude Control System，缩写：ACS）的主要功能是获取卫星的姿态信息，并维持卫星姿态，如L波段天线面板和太阳能电池阵列的指向，以及推进器的喷射方向等。ACS由一系列的传感器和操作元件构成，具体包括太阳传感器、地球传感器、惯性测量单元（英語：Inertial Measurement Unit，缩写：IMU）、反作用轮和磁扭杆等。其中，反作用轮用于精细的姿态控制，而磁扭杆则用于卸载动量。

#### 供配电系统和热控系统
供配电系统（英語：Electrical Power Sytem，缩写：EPS）为卫星提供稳定的电力供应，其由太阳能电池阵列、镍氢气（NiH2）电池和功率调节单元组成。热控系统（英語：Thermal Control Sytem，缩写：TCS）则负责将卫星中各部件的温度维持在安全范围之内，其由隔热材料、反射材料、加热器、散热器、热管和热敏电阻组成。

#### 测控系统
测控系统全称遥测、跟踪与指挥（英語：Telemetry Tracking and Command，缩写：TT&C）系统，由星载的总线机、上行/下行链路组成。这些单元则用于与远程接口、设备控制单元以及事件探测器等单位进行通信。

#### 推进系统和机械系统
推进系统用于改变卫星的位置与姿态，提供推进能力，机械系统则是卫星的基本构件。推进系统由液体远地点发动机、5 lbf推进器和0.2 lbf推进器组成，远地点发动机用于将卫星送入预定轨道，5 lbf推进器用于大幅的轨道调整，0.2 lbf推进器则用于调整卫星姿态以及保持运动状态。机械系统具体包括卫星的基础结构、铰链以及可展元件。

## 发射
发射GPS III卫星需有OCX发射与控制系统（英語：Launch and Control System，缩写：LCS）的配合，该部分系统在OCX的部署计划中分属于OCX Block 0，负责卫星的发射、卫星进入早期轨道后的运作和卫星的在轨状态检测等内容。但由于OCX研发的进度缓慢，以及GPS III卫星在测试过程中发现的问题，原定于2014年发射的首颗GPS III卫星的发射时间被一再推迟。
自2012年起，由洛克希德·马丁公司和波音公司合资组建的联合发射联盟与SpaceX公司开始就推迟后的GPS III卫星发射计划展开竞标。但由于当时SpaceX旗下的猎鹰九号运载火箭尚未通过经过美国演进型不可重复使用运载火箭（英語：Evolved Expendable Launch Vehicle，缩写：EELV）项目的验证，美国空军拒绝了SpaceX的此次投标。联合发射同盟获得了首颗GPS III卫星的发射合约，其使用的运载火箭为德尔塔-4运载火箭。
2015年5月，美国空军宣布猎鹰九号火箭获得了美国的国家安全太空发射认证，可参与入EELV项目中，打破了联合发射联盟对美国空军机密荷载发射任务的垄断地位。同年11月，联合发射联盟宣布拒绝与SpaceX继续就GPS III卫星的发射展开竞标，部分原因是为避免与SpaceX陷入对发射成本的恶性竞争之中。2016年4月，美国空军授予了SpaceX价值约8270万美元的发射合同，用以发射第二颗GPS III卫星，其报价相较于先前联合发射联盟的合约降低了40%。随后在2017－2020年间，SpaceX又先后获得了第三至第六颗GPS III卫星的发射合同。这些发射任务的执行地点包括美国佛罗里达州的霍桑、卡纳维拉尔角空军基地和德克萨斯州的麦格雷戈三地。
2016年12月，美国空军全球定位系统局主任宣布，首颗GPS III卫星将于2018年春发射升空。2017年春，美国空军将联合发射联盟与SpaceX持有的前两颗GPS III卫星的发射合同互换，使SpaceX得以发射首颗GPS III卫星GPS-III SV01，但合同的价格保持不变。2017年3月，美国审计总署表示，由于GPS III卫星与OCX Block 0的LCS 系统以及卫星的导航载荷等出现技术问题，首颗GPS III卫星的发射有再次推迟的风险。此后，又由于SpaceX公司需要对猎鹰九号火箭进行额外测试，卫星发射的时间又被进一步推迟。最终，首颗GPS III卫星于2018年12月23日成功发射。第二颗GPS III卫星也于2019年8月22日搭载联合发射联盟的德尔塔-4 运载火箭顺利升空。
2020年6月30日，第三颗GPS III卫星搭载SpaceX的猎鹰九号运载火箭由佛罗里达州卡纳维拉尔角空军基地发射升空。第四颗GPS III卫星于2020年11月5日发射。

## 技术状态

### 卫星信号
GPS卫星放送的卫星信号包含载波、测距码与导航电文三个部分。相较于现代化进程开始前的GPS卫星，GPS III将载波数量从一个提升至了三个，在原有的L1载波的基础上新增了L2载波和L5载波；民用测距码的数量从一个提升至了四个，除最初调制在L1载波上的C/A码外，陆续新增了调制在L2载波上的L2C码、调制在L5载波上的L5码和调制在L1载波上的L1C码；军用测距码也在原有的P(Y)码的基础上，新增了一种保密的M码；此外，GPS III还准备在各新增的民用测距码上播发民用导航电文（英語：Civil NAVigation，缩写：CNAV），其结构、内容与精度和调制在C/A码及P(Y)码上的传统导航电文（英語：Legacy Navigation，缩写：LNAV）有所不同，而M码上亦调制有专门的军用导航电文（英語：Military Navigation，缩写：MNAV）。

#### 载波与测距码
GPS卫星信号在传播的过程中经过大气层，会受到大气层的影响而使传播速度发生变化，传播路径偏离直线，根据测距码测定的伪距不再是卫星与接收机之间的直线距离，两者之间的差值即为大气延迟。GPS卫星增加载波数量的最初目的，是利用电离层的色散效应所产生的大气延迟与信号频率相关的特性，对观测值进行线性组合观测，以消除该部分大气延迟对测距结果的影响。若不进行消除，其造成的测距结果的偏移最高可达40米。L1 、L2和L5载波的中心频率分别为1575.42 MHz、1227.60 MHz和1176.45 MHz。其中，L2载波最早增设在GPS IIR-M卫星上，于2005年开始播发；而L5载波最早是于2009年在一颗广域增强系统的卫星上进行了播发测试，并于2010年随GPS IIF卫星的升空投入使用。各载波及调制在各载波上的测距码的技术特性如下表所示：
| 载波 | 测距码 | 测距码 | 长度/bit     | 速率/Mcps | 速率/Mcps | 功率/dBW | 带宽/MHz | 导航电文 |
| ---- | ------ | ------ | ------------ | --------- | --------- | -------- | -------- | -------- |
| L1   | C/A    | C/A    | 1023         | 1.023     | 1.023     | -158.5   | 2.046    | LNAV     |
| L1   | P(Y)   | P(Y)   | 15345000     | 10.23     | 10.23     | -161.5   | 20.46    | LNAV     |
| L1   | L1C    | L1CD   | 10230        | 1.023     | 1.023     | -157.0   | 4.092    | CNAV-2   |
| L1   | L1C    | L1CP   | 10230 * 1800 | 1.023     | 1.023     | -157.0   | 4.092    | 无       |
| L1   | M      | M      | 保密         | 5.115     | 5.115     | -158.0   | 30.69    | MNAV     |
| L2   | L2C    | L2CM   | 10230        | 0.5115    | 1.023     | -158.5   | 2.046    | CNAV     |
| L2   | L2C    | L2CL   | 767250       | 0.5115    | 1.023     | -158.5   | 2.046    | 无       |
| L2   | P(Y)   |        | 15345000     | 10.23     | 10.23     | -161.5   | 20.46    | LNAV     |
| L2   | M      | M      | 保密         | 5.115     | 5.115     | -158.0   | 30.69    | MNAV     |
| L5   | L5     | I5     | 10230 * 10   | 10.23     | 10.23     | -157.0   | 20.46    | CNAV     |
| L5   | L5     | Q5     | 10230 * 20   | 10.23     | 10.23     | -157.0   | 20.46    | 无       |

GPS III是首批具有L1C码播发能力的GPS导航卫星，L1C导航信号与其他的卫星导航系统（例如日本的准天顶卫星定位系统、欧洲的伽利略定位系统的E1导航信号 、以及中国的北斗卫星导航系统的B1C导航信号）具有互操作性，用户可使用同一台接收机来接收此类导航信号。相较于其他民用导航信号，L1C导航信号使用码分多址的方式分配两个信号分量：作为导波的L1CP码与传递数据的L1CD码。两个信号分量的功率不再平均分配，而是将75%的功率都分配到导波分量上，以便提升接收机对该信号的跟踪效果。此外，L1C导航信号的播发功率整体上较C/A码提升了1.5 dB，数据码上搭载第二代民用导航电文CNAV-2，导航信号的数据传输能力和测距精度较先前的民用导航信号均有所提升。

#### 民用导航电文
民用导航电文是设计播发在L2C、L5与L1C三类导航信号上的导航电文，与先前播发在C/A码及P(Y)码上的传统导航电文有较大区别，主要表现在以下几个方面：
- 民用导航电文仅被调制在新信号的数据分量上，而另一分量即导频分量上不载有导航电文；
- 民用导航电文具有更灵活的信息传递方式，不同类型的信息的传递顺序不再固定；
- 民用导航电文具有前向纠错功能，在探测出错误以后还可对错误进行修复。

从2014年4月起，民用导航电文开始在L2C信号与L5信号上进行播发测试，但要到同年12月31日，美国空军才开始每日将信息上载到民用导航电文中。在OCX Block 1投入使用之前，民用导航电文将保持预运行的状态。其中，L2C信号上的电文的健康状态位被设置为“健康”，而L5导航信号上的相应状态位被设置为“不健康”。

#### 点波束增强功能
相较于先前的GPS卫星，GPS III配备了高增益的定向天线，可实现军用M码的点波束增强功能，由该天线发出的导航信号又被称为“点波束（英語：spot beam）”。点波束信号的覆盖范围约为数百公里，区域内的信号强度可提升约20 dB，功率达到了原来的100倍。但在同一颗卫星上使用两组天线播发信号也会带来一些副作用：对于被点波束信号覆盖的接收机来说，两组天线产生了两颗卫星出现在同一位置上的假象。点波束增强功能预计要在OCX Block 2投入使用之后才能正式运行。

## 运控系统
GPS现有的运行控制段（英語：Operational Control Segment，缩写：OCS）由卫星控制中心、地面天线和监测站等部分组成。GPS在现代化的过程中，不仅需要增加卫星星座的数量，还需增加新的民用和军用信号、实现点波束增强播送、卫星激光测距、应急运行和抗干扰等一系列新的功能，并且对GPS 的网络安全提出了更高的要求，而原有的OCS无法满足这些的需要。因此，美国空军于2010年宣布开始新一代GPS运行控制系统（英語：Operational Control System，缩写：OCX）的建设计划，用于取代原有的OCS。OCX完全遵行了美国国防部制定的信息保证标准，在美国国防部旗下的空间系统中具备最高的网络安全保护水平。

### 新一代GPS运行控制系统
OCX的建设分为三个模块进行，每一模块都在先前的基础上添加了新的功能。在整个OCX建设完毕并投入使用之前，OCS将继续作为GPS的地面控制系统工作。在2017年交付计划调整后，OCX的三个模块将被分为OCX Block 0与OCX Block 1& 2两期交付。

#### OCX Block 0
OCX Block 0是OCX的发射与控制系统（英語：Launch and Control System，缩写：LCS），为GPS III卫星的发射及早期轨道（英語：Launch and Early Orbit，缩写：LEO）操作提供服务。同时，OCX Block 0还为OCX Block 1提供了硬件、软件和网络安全方面的基础功能。OCX Block 0并不具有控制GPS III卫星的能力，因此在OCX Block 1投入使用之前，Cops系统将作为应急状态下的管理系统对卫星进行管理。

#### OCX Block 1 & 2
OCX Block 1使OCX具备了初始运行能力，能够同时对GPS III及更早批次的GPS卫星实施控制，并具有播发各类传统的民用与军用导航信号的能力。而对于新的导航信号，如民用L1C码和军用M码，OCX Block 1也提供了基本的操作能力。除此之外，OCX Block 1还满足了OCX对于信息保证和网络安全的要求。OCX Block 2则提供了更先进的M码操控能力。

### 应急行动系统
GPS III的应急行动系统（英語：Contingency Operations，缩写：COps）是GPS对现有OCS的一次更新，更新后的OCS能为GPS III提供与GPS IIF相当的定位、导航与授时功能。在OCX完全投入使用之前，需要有新的运行控制系统来实现GPS III的部分功能，填补这段空窗期。现有的Cops系统依赖于OCX Block 0的发射与测控功能，但其能使GPS III卫星在OCX Block 1投入使用之前，在有限的条件下投入运行。
Cops系统由洛克·马丁公司负责开发。2016年2月，美国空军以9600万美元的价格将Cops系统的研发合同授予了洛克·马丁公司。洛克·马丁公司则于2019年5月完成了系统的软件测试与验证工作，并在同年6月完成了最终测试，将Cops系统交与美国空军。2019年10月，Cops系统进入试用阶段。2020年3月，美国空军批准了Cops系统的验收工作。

### M码早期应用
M码早期应用（英語：M-Code Early Use，缩写：MCEU）在OCX Block 1投入使用前，向GPS的军事用户提供军用M码的核心功能，以免其受到GPS反电子欺骗政策的干扰。军事用户可以在MCEU投入运行以后，对GPS的军用设备进行测试。

## 部署计划
目前，10颗GPS III卫星已有五颗卫星发射升空并进入运行状态。
| 卫星                  | 发射时间 (UTC)       | 运载火箭         | 发射场地              | 编号 | SVN | PRN | 轨道位置 | 运行状态 | 参考            |
| --------------------- | -------------------- | ---------------- | --------------------- | ---- | --- | --- | -------- | -------- | --------------- |
| USA-289 （韦斯普奇）  | 2018年12月23日 13:51 | 猎鹰九号 5型     | 卡纳维拉尔角, SLC-40  | 1    | 74  | 04  | A6       | 运行中   | [ 108 ] [ 109 ] |
| USA-293 （麦哲伦）    | 2019年8月22日 13:06  | 德尔塔-4 M+(4,2) | 卡纳维拉尔角, SLC-37B | 2    | 75  | 18  | D6       | 运行中   | [ 110 ]         |
| USA-304 （马修·汉森） | 2020年6月30日 20:10  | 猎鹰九号 5型     | 卡纳维拉尔角, SLC-40  | 3    | 76  | 23  | E4       | 运行中   | [ 111 ]         |
| GPS III-04            | 2020年11月5日 23:24  | 猎鹰九号 5型     | 卡纳维拉尔角, SLC-40  | 4    | 77  | 14  | B6       | 运行中   | [ 112 ]         |
| GPS III-05            | 2021年6月17日 16:09  | 猎鹰九号 5型     | 卡纳维拉尔角, SLC-40  | 5    | 78  | 11  | D5       | 运行中   |                 |

### 引用
1. 1 2 3 4  . Los Angeles Air Force Base. 2012-11-21  [2020-07-15]. （原始内容存档于2020-07-02） （美国英语）.
2. 1 2   (PDF). LockheedMartin.   [2016-05-06]. （原始内容存档 (PDF)于2015-09-06）.
3. ↑  . insidegnss.com. Gibbons Media & Research LLC. 2017-11-27  [2017-12-03]. （原始内容存档于2017-12-04）.
4. ↑  . U.S. Air Force Space Command, Space and Missile Systems Center. 2016-09-21  [2017-12-03]. （原始内容存档于2020-06-21）.  本文含有此來源中屬於公有领域的内容。
5. ↑  . youtube.com.   [2021-06-17]. （原始内容存档于2021-07-25）.
6. ↑  .   [2020-01-15]. （原始内容存档于2020-10-18）.
7. ↑  Clark, Stephen. . Spaceflight Now. 2018-12-23  [2018-12-24]. （原始内容存档于2020-11-08）.
8. ↑  . youtube.com.   [2021-06-17]. （原始内容存档于2021-07-25）.
9. 1 2  . Lockheed Martin Corporation. 2012-05-31  [2020-07-15]. （原始内容存档于2020-07-17） （美国英语）.
10. 1 2  Whitney, Steven. . GPS World. North Coast Media LLC. 2017-12-01  [2017-12-02]. （原始内容存档于2020-11-29） （美国英语）.
11. ↑  Brissett, Wilson. . Air Force Magazine. Air Force Association. 2017-11-07  [2017-12-13]. （原始内容存档于2018-08-28） （美国英语）.
12. ↑  Gleckel, Gerry.  (PDF). GPS.gov. U.S. Air Force. 2017-11-15  [2017-12-01]. （原始内容存档 (PDF)于2020-10-28） （美国英语）.
13. ↑   (PDF). US Government Accountability Office. December 2017  [2017-12-18]. （原始内容存档 (PDF)于2020-12-02） （美国英语）.
14. ↑  . National Coordination Office for Space-Based Positioning, Navigation, and Timing. 2020-06-30  [2020-07-20]. （原始内容存档于2019-01-06） （美国英语）.
15. ↑  . Lockheed Martin Corporation.   [2020-06-18]. （原始内容存档于2021-02-04） （美国英语）.
16. 1 2  . National Coordination Office for Space-Based Positioning, Navigation, and Timing. 2017-12-04  [2020-07-17]. （原始内容存档于2020-10-18） （美国英语）.
17. 1 2  . GPS World. 2020-01-21  [2020-07-17]. （原始内容存档于2020-11-28） （美国英语）.
18. 1 2 3 4 5  Hofmann-Wellenhof, Bernhard; Lichtenegger, Herbert; Wasle, Elmar. . . Vienna: Springer Vienna. 2008. ISBN 978-3-211-73012-6. doi:10.1007/978-3-211-73017-1 （英语）.
19. 1 2 3 4  李征航，黄劲松编著．GPS测量与数据处理（第三版）．武汉：武汉大学出版社，2016．ISBN 978-7-307-17680-5．
20. ↑  . U.S. Coast Guard Navigation Center. 2001-05-02  [2020-06-25]. （原始内容存档于2020-10-19） （美国英语）.
21. ↑  . U.S. Coast Guard Navigation Center. 2016-09-08  [2020-06-25]. （原始内容存档于2020-11-25） （美国英语）. The Global Positioning System reached full Operational Capability (FOC) on July 17, 1995.
22. ↑   (pdf). National Coordination Office for Space-Based Positioning, Navigation, and Timing. 1995-06-02  [2020-07-07]. （原始内容存档 (PDF)于2020-11-12） （美国英语）.
23. 1 2  . Official United States Air Force Website. 2012-11-21  [2020-07-07]. （原始内容存档于2020-07-07） （美国英语）.
24. ↑  . 北斗卫星导航系统网站. 2011-09-28  [2020-07-07]. （原始内容存档于2020-07-11）.
25. ↑  . 北斗卫星导航系统网站. 2011-06-03  [2020-07-07]. （原始内容存档于2020-07-10）.
26. ↑  . 中国卫星导航定位协会. 2014-01-15  [2020-07-07]. （原始内容存档于2020-07-08）.
27. ↑   (PDF). the U.S. Air Force. 2006  [2020-07-07]. （原始内容存档 (PDF)于2021-01-24） （美国英语）.
28. ↑  . U.S. Department of Transportation. 2015-10-21  [2020-06-25]. （原始内容存档于2020-11-25） （美国英语）.
29. ↑  . Clinton Presidential Materials Project White House Virtual Library. 1998-03-30  [2020-06-25]. （原始内容存档于2020-10-18） （美国英语）. This new civilian signal will mean significant improvements in navigation, positioning and timing services to millions of users worldwide -- from backpackers and fishermen to farmers, airline pilots, and scientists
30. ↑  . Clinton Presidential Materials Project White House Virtual Library. 1999-01-25  [2020-06-25]. （原始内容存档于2021-01-24） （美国英语）. Vice President Gore announced today a $400 million new initiative in the President's balanced budget that will modernize the Global Positioning System (GPS) and will add two new civil signals to future GPS satellites, significantly enhancing the service provided to civil, commercial, and scientific users worldwide.
31. ↑  . Clinton Presidential Materials Project White House Virtual Library. 2000-05-01  [2020-07-07]. （原始内容存档于2019-09-03） （美国英语）.
32. ↑  McDonald, Keith D. . Journal of Global Positioning Systems. 2002-06-30, 1 (1): 1–17. ISSN 1446-3156. doi:10.5081/jgps.1.1.1.
33. ↑  . 北斗卫星导航系统网站. 2011-06-03  [2020-06-25]. （原始内容存档于2020-06-27）.
34. ↑  Alkan, R.M.; Karaman, H.; Sahin, M. . Proceedings of 2nd International Conference on Recent Advances in Space Technologies, 2005. RAST 2005. (Istanbul, Turkey: IEEE). 2005: 390–394  [2020-07-15]. ISBN 978-0-7803-8977-9. doi:10.1109/RAST.2005.1512598. （原始内容存档于2020-07-09）.
35. ↑  . Official United States Air Force Website. 2012-11-27  [2020-07-07]. （原始内容存档于2020-07-07） （美国英语）.
36. ↑  邓中卫，洪山. . 中华人民共和国科学技术部国家遥感中心. 2003-05-29  [2020-07-14]. （原始内容存档于2020-07-15）.
37. ↑  Prasad, Ramjee; Ruggieri, Marina. . Artech House. 2005: 129  [2020-07-15]. ISBN 978-1-58053-814-5. （原始内容存档于2020-08-10） （英语）.
38. ↑  Michael Shaw.  (PDF). United Nations Office for Outer Space Affairs. 2009-12  [2020-07-14]. （原始内容存档 (PDF)于2017-12-15） （美国英语）.
39. ↑  Gibbons, Glen. . Inside GNSS. 2008-05-16  [2020-07-14]. （原始内容存档于2020-11-26） （美国英语）.
40. ↑  陈飚. . 北斗卫星导航系统网站. 2013-12-18  [2020-07-14]. （原始内容存档于2020-07-15）.
41. ↑  王聪. . 国防科技信息网. 2016-10-28  [2020-07-14]. （原始内容存档于2020-07-16）.
42. ↑  Franceschi-Bicchierai, Lorenzo. . Wired. 2012-07-26  [2020-07-15]. ISSN 1059-1028. （原始内容存档于2020-11-12）.
43. ↑  . Media - Lockheed Martin. 2013-12-16  [2020-07-14]. （原始内容存档于2020-07-14） （美国英语）.
44. ↑  GNSS, Inside. . Inside GNSS. 2014-04-03  [2020-07-14]. （原始内容存档于2020-11-29） （美国英语）.
45. ↑  . Media - Lockheed Martin. 2016-09-28  [2020-07-14]. （原始内容存档于2020-07-14） （美国英语）.
46. ↑  GNSS, Inside. . Inside GNSS. 2018-01-26  [2020-07-14]. （原始内容存档于2020-10-21） （美国英语）.
47. ↑  . 参考消息报社. 2018-09-17  [2020-07-14]. （原始内容存档于2020-07-15）.
48. 1 2  . GlobalSecurity.org.   [2020-07-15]. （原始内容存档于2020-10-26） （美国英语）.
49. 1 2 3 4 5  . National Coordination Office for Space-Based Positioning, Navigation, and Timing. 2020-04-01  [2020-07-15]. （原始内容存档于2021-01-24） （美国英语）.
50. ↑  . The Official Website of Los Angeles Air Force Base. 2011-10-25. （原始内容存档于2012-05-03） （美国英语）.
51. ↑  . Raytheon Company. 2010-02-26  [2020-07-15]. （原始内容存档于2021-01-24） （美国英语）.
52. ↑  . SpaceNews.com. 2016-07-01 （美国英语）.
53. ↑  Insinna, Valerie. . DefenseNews. 2016-10-17  [2016-12-25] （美国英语）.
54. ↑  Divis, Dee Ann. . InsideGNSS. Gibbons Media & Research LLC. 2016-11-30  [2017-12-01]. （原始内容存档于2017-12-02） （美国英语）.
55. 1 2  Divis, Dee Ann. . InsideGNSS.com. 2017-04-27  [2017-04-28]. （原始内容存档于2017-04-28） （美国英语）.
56. ↑  Divis, Dee Ann. . InsideGNSS.com. Gibbons Media & Research LLC. 2017-07-31  [2017-08-15]. （原始内容存档于2017-08-16） （美国英语）.
57. 1 2   (PDF). US Air Force Space and Missile Systems Center. 2018-09-26  [2018-11-10]. （原始内容存档 (PDF)于2020-10-23） （美国英语）.
58. 1 2  . Raytheon Intelligence & Space.   [2020-07-19]. （原始内容存档于2021-01-24） （美国英语）.
59. ↑  . Airforce Technology.   [2020-07-15]. （原始内容存档于2020-11-29） （英国英语）.
60. ↑  . Lockheed Martin.   [2020-07-15]. （原始内容存档于2020-07-16）.
61. 1 2  Chris Gebhardt. . NASASpaceFlight.com. 2018-12-23  [2020-07-15]. （原始内容存档于2021-02-02） （美国英语）.
62. ↑  . NORTHROP GRUMMAN CORPORATION. 2014-03-12. （原始内容存档于2014-04-04） （美国英语）.
63. 1 2 3 4 5 6 7 8 9 10 11  Kaplan, Elliott; Hegarty, Christopher. . Artech House. 2017  [2020-07-17]. ISBN 978-1-63081-442-7. （原始内容存档于2020-10-22） （英语）.
64. 1 2 3 4 5 6 7 8  Marquis, Willard; Shaw, Michael. . Proceedings of the 24th International Technical Meeting of the Satellite Division of The Institute of Navigation (ION GNSS 2011) (Portland, OR). 2011-09  [2020-07-17]. （原始内容存档于2020-07-17）.
65. 1 2 3 4 5  Whitney, Steven. . GPS World. North Coast Media LLC. 2016-12-02  [2017-12-03]. （原始内容存档于2020-08-04）.
66. ↑  Mike Gruss. . SpaceNews. 2014-06-14  [2020-07-15] （美国英语）.
67. ↑  Alan Cameron. . GPS World. 2018-12-19  [2020-07-15]. （原始内容存档于2020-08-19） （美国英语）.
68. ↑  Secretary of the Air Force Public Affairs. . Official United States Air Force Website. 2015-05-26  [2020-07-15]. （原始内容存档于2020-11-11） （美国英语）.
69. ↑  Andrea Shalal. . Reuters. 2015-05-26  [2020-07-15]. （原始内容存档于2019-02-03） （英语）.
70. ↑  Mike Gruss. . SpaceNews. 2015-11-17  [2020-07-15]. （原始内容存档于2020-08-22） （美国英语）.
71. ↑  Wilson Brissett. . Air Force Magazine. 2017-07-28  [2020-07-15]. （原始内容存档于2020-11-29） （美国英语）. Brett Tobey, ULA' s vice president for engineering, said the company withdrew because it wanted to avoid a 'cost shootout' with SpaceX.
72. ↑  Irene Klotz. . Reuters. 2016-04-28  [2020-07-15]. （原始内容存档于2017-02-16） （英语）.
73. ↑  Mike Gruss. . SpaceNews. 2016-04-27  [2020-07-15]. （原始内容存档于2020-09-20） （美国英语）.
74. ↑  Phillip Swarts. . SpaceNews. 2017-03-16  [2020-07-15]. （原始内容存档于2020-08-22） （美国英语）.
75. ↑  . U.S. DEPARTMENT OF DEFENSE. （原始内容存档于2020-11-11） （美国英语）.
76. ↑   (PDF). US General Accounting Office. March 2017  [2017-06-20]. （原始内容存档 (PDF)于2020-12-03） （美国英语）.
77. ↑  Clark, Stephen. . SpaceFlight Now. 2018-12-17  [2018-12-18]. （原始内容存档于2019-05-20） （美国英语）.
78. ↑  . Bloomberg. 2018-12-23  [2018-12-23]. （原始内容存档于2018-12-24） （美国英语）.
79. ↑  Clark, Stephen. . Spaceflight Now. 2018-12-23  [2018-12-24]. （原始内容存档于2020-11-08）.
80. ↑  . 2019-08-22. （原始内容存档于2020-11-07） （美国英语）.
81. ↑  . Los Angeles Air Force Base. 2020-06-30  [2020-07-15]. （原始内容存档于2020-10-20） （美国英语）.
82. ↑  . youtube.com.   [2020-11-05]. （原始内容存档于2021-02-04）.
83. 1 2  . National Coordination Office for Space-Based Positioning, Navigation, and Timing. 2017-06-13  [2020-07-16]. （原始内容存档于2021-01-24） （美国英语）.
84. ↑  Betz, John W.; Barker, Brian C.; Clark, John E.; Correia, Jeffrey T.; Gillis, James T.; Lazar, Steven; Rehborn, Lt Kaysi A.; Straton, John R. . 2000-05  [2020-07-16]. （原始内容存档于2020-07-16） （英语）.
85. 1 2  Peter Steigenberger, Oliver Montenbruck, Steffen Thoelert and Richard B. Langley. . GPS World. 2014-04-29  [2020-07-16]. （原始内容存档于2020-11-29） （美国英语）.
86. 1 2  . National Coordination Office for Space-Based Positioning, Navigation, and Timing. 2020-02-10  [2020-07-15]. （原始内容存档于2019-07-18） （美国英语）.
87. ↑  Don Jewell. . GPS World. 2013-01-09  [2020-07-16]. （原始内容存档于2020-07-16） （美国英语）.
88. ↑  Don Jewell. . GPS World. 2014-09-01  [2020-07-16]. （原始内容存档于2019-04-12） （美国英语）.
89. ↑  McDonald, Keith D.  (PDF). Journal of Global Positioning Systems. 2002-06-30, 1 (1): 1–17. doi:10.5081/jgps.1.1.1.[]
90. ↑  Jewell, Don. . GPS World. 2015-08-12  [2016-12-28]. （原始内容存档于2020-06-23） （美国英语）.
91. ↑  GPS World Staff. . GPS World. 2010-07-02  [2020-07-16]. （原始内容存档于2020-07-16） （美国英语）.
92. ↑  . GPS World. 2010-12-01  [2020-07-17]. （原始内容存档于2020-07-17） （美国英语）.
93. ↑   (PDF). National Coordination Office for Space-Based Positioning, Navigation, and Timing. 2013-09-24. （原始内容存档 (PDF)于2020-11-12） （美国英语）.
94. ↑  Don Jewell. . GPS World. 2015-08-12  [2020-07-20]. （原始内容存档于2020-06-23） （美国英语）.
95. ↑  . National Coordination Office for Space-Based Positioning, Navigation, and Timing. 2017-06-13  [2020-07-20]. （原始内容存档于2021-01-24） （美国英语）.
96. ↑  Divis, Dee Ann. . Inside GNSS. 2013  [2013-11-21]. （原始内容存档于2013-12-02） （美国英语）.
97. ↑  . Defense Industry Daily. 2014-05-14  [2014-05-17]. （原始内容存档于2015-10-30） （美国英语）.
98. ↑  . Report Number GAO-13-294SP. U.S. Government Accountability Office. （原始内容存档于2020-11-25） （美国英语）.
99. ↑  . U.S. Air Force. 2012-11-27  [2016-12-25]. （原始内容存档于2018-12-23） （美国英语）.
100. ↑  . GlobalSecurity.org. 2019-09-28  [2020-07-19]. （原始内容存档于2020-10-26） （美国英语）.
101. 1 2  . National Coordination Office for Space-Based Positioning, Navigation, and Timing. 2018-11-08  [2020-06-23]. （原始内容存档于2021-01-24） （美国英语）.
102. ↑  . （原始内容存档于2012-05-03） （美国英语）.
103. 1 2  . National Coordination Office for Space-Based Positioning, Navigation, and Timing. 2020-05-31  [2020-07-17]. （原始内容存档于2021-01-24） （美国英语）.
104. ↑  Seligman, Lara. . Defense News. 2016-03-03  [2016-12-25] （美国英语）.
105. ↑  . Media - Lockheed Martin. 2019-06-11  [2020-06-23]. （原始内容存档于2020-11-26） （美国英语）.
106. ↑  . Los Angeles Air Force Base. 2019-10-22  [2020-07-17]. （原始内容存档于2020-10-17） （美国英语）.
107. ↑  . United States Space Force. 2020-03-28  [2020-07-17]. （原始内容存档于2021-01-24） （美国英语）.
108. ↑  Clark, Stephen. . Spaceflight Now. 2018-12-23  [2018-12-24]. （原始内容存档于2020-11-08）.
109. ↑  .   [2020-01-13]. （原始内容存档于2020-07-20）.  本文含有此來源中屬於公有领域的内容。
110. ↑  .   [2020-04-02]. （原始内容存档于2020-10-29）.  本文含有此來源中屬於公有领域的内容。
111. ↑  . USCG Navigation Center.   [2020-11-23]. （原始内容存档于2021-03-18）.
112. ↑  . USCG Navigation Center.   [2020-12-02]. （原始内容存档于2021-03-19）.